# Akina Nakamori

Akina Nakamori (1985)

Akina Nakamori (jap. 中森 明菜, Nakamori Akina; * 13. Juli 1965 in Ōta, Präfektur Tokio) ist eine japanische J-Pop-Sängerin und Schauspielerin. Sie war einer der beliebtesten Sängerinnen der 1980er Jahre in Japan. Sie ist für ihre tiefe, kraftvolle Stimme bekannt. Nachdem sie durch ihren Gewinn bei der Talentshow Star Tanjo! bekannt geworden war, gab sie ihr Debüt 1982 mit „Slow Motion“. Von anderen Sängerinnen ihrer Generation grenzte sie sich durch provokante Texte und einen chamäleonartigen Wechsel ihres Auftretens ab. Ihr rebellisches Image war das Gegenteil des gutmütigen und charmanten Images ihrer Pop-Rivalin Seiko Matsuda. In den Medien konkurrierten sie während der 1980er Jahre miteinander. Sie verkaufte über 25,3 Millionen Tonträger in Japan. Nach einem Hiatus von 2017 bis 2022 kündigte sie im Sommer 2022 ihr Comeback an.

## Leben
Akina Nakamori wurde am 13. Juli 1965 in Ōta, Präfektur Tokio, Japan geboren. Sie hat vier Geschwister, zwei ältere Brüder und Schwestern und eine jüngere Schwester. Unter dem Einfluss ihre Mutter fasste Nakamori in ihrer Kindheit den Entschluss Sängerin zu werden.

### 1981–1982: Debüt undPrologue, VariationundSeventeen
Akina gewann 1981 im dritten Anlauf die Talentshow Star Tanjō! des japanischen Fernsehens und unterschrieb einen Plattenvertrag bei Warner Music Group. Ihre Debütsingle Slow Motion wurde am 1. Mai 1982 veröffentlicht und erreichte Platz 30 der Oricon-charts. Anfang Juli folgte ihr Debütalbum Prologue (Jomaku) (プロローグ〈序幕), welches Platz 5 erreichte und sich über 453.100 mal verkaufte. Im selben Monat wurde die Single Shōjo A (少女A) veröffentlicht, mit welcher ihr der Durchbruch gelang. Die Single erreichte Platz 5 und verkaufte sich insgesamt 396.000 mal. Am 27. Oktober 1982 wurde ihr zweites Studioalbum Variation (Hensoukyoku) (バリエーション〈変奏曲〉) veröffentlicht. Ihre letzte Single im Jahr 1982 Second Love (セカンド・ラブ)  wurde am 10. November veröffentlicht und erreichte Platz 1. Zu Heiligabend desselben Jahres veröffentlichte sie ihr erstes Mini-album Seventeen.

### 1983–1984:Fantasy, New Akina Etranger, Anniversary, PossibilityundSilent Love
Akina´s erste Single im Jahr 1983 war 1/2 no Shinwa (1/2の神話). Diese Single erreichte ebenso Platz 1. Ende März folgte ihr drittes Studioalbum Fantasy (Gensoukyoku) (ファンタジー〈幻想曲). Im Frühling hielt sie zudem ihre erste landesweite Tour Haru no Kaze wo Kanjite... 1983 ab. Am 1. Juni folgte Twilight ( トワイライト) und erreichte Platz 2. Im Sommer wurde ihr viertes Studioalbum „New Akina Etranger ( NEW AKINA エトランゼ)“, veröffentlicht. Anfang September folgte ihre letzte Single im Jahr 1983 Kinku (禁区), welche ihre dritte Nummer 1. Single wurde und sich insgesamt 511.000 mal verkaufte. Zum Abschluss des Jahres veröffentlichte sie am 21. Dezember ihr erstes Kompilation Album Best Akina Memoires. Kita Wing (北ウイング) , erschien als ihre siebte Single am Neujahrstag 1984 und debütierte auf Platz 2 in den Oricon-Charts. Nach der darauffolgende Single Southern Wind ( サザン・ウインド), folgte am 1. Mai ihr fünftes Studioalbum Anniversary. Am 25. Juli des gleichen Jahres wurde Jukkai (1984), veröffentlicht. Im Oktober folgte das sechste Studioalbum Possibility, welches sich über 625.000 mal verkaufte. Akina´s letzte Single im Jahr 1984 war Kazari Janai no yo Namida wa (飾りじゃないのよ涙は), welche eine ihrer erfolgreichsten Singles wurde. Das zweite Mini Album Silent Love folgte am 21. Dezember 1984.

### 1985-1987:Bitter & Sweet, D404me, My Best Thanks, Fushigi, CrimsonundCross My Palm
Nakamori eröffnete 1985 mit ihrer elften Single Meu amor é (ミ・アモーレ), welche auf Platz 1 debütierte und sich über 630,000 mal verkaufte. Im gleichen Jahr gewann sie als jüngste Sängerin den Grand Prix bei dem 27. Japan Record Awards. Später wurde die ursprüngliche Demoversion von Meu amor é unter dem Titel: Akai Tori Nigeta (赤い鳥逃げた), als ihre zwölfte Single veröffentlichte, welche ebenfalls Platz 1 erreichen konnte. Akina´s Studioalben Bitter & Sweet und D404me erreichten jeweils Platz 1 und verkauften sich über 550,000 bzw. 591,000 mal. Im Juni und Oktober folgten die Singles SAND BEIGE -Sabaku e- (砂漠へ) und Solitude. Nakamori beendete das Jahr mit ihrem dritten Mini Album My Best Thanks. Das Jahr 1986 begann mit einer ihrer bekanntesten Singles DESIRE -Jounetsu- (情熱). Abermals gewann sie den Grand Prix bei 28. Japan Record Awards. Am 1. April folgte ihr zweites Kompilation Album Best, um ihr vierjähriges Bühnenjubiläum zu zelebrieren. Nach darauffolgender Single Gypsy Queen folgt ihr neuntes Studioalbum Fushigi (不思議). Nach einer Reihe weitere Singles (Fin und ノンフィクション・エクスタシー) erschien Ende Dezember ihr zehntes Studioalbum Crimson. Im Jahr 1987 erschienen die Singles Tango Noir, Blonde und Nanpasen welche allesamt Platz 1 erreichen. Ihr elftes Studioalbum Cross My Palm erschien Ende August. Das Besondere an dem Album ist, dass es komplett englischsprachig ist. Im selben Jahr erschien das vierte Mini Album CD'87.

### 1988-1992:Stock, Femme FataleundCruise
1988 veröffentlichte Akina die Singles AL-MAUJ (アルマージ), Tattoo und I Missed “the Shock”. Erstere beide erreichten Platz 1. Im Verlauf des Jahres erschienen ihr zwölftes und dreizehntes Studioalbum Stock & Femme Fatale, ebenso das fünfte Mini Album Wonder und ihr drittes Kompilation Album Best II. Im Jahr 1989 erschien die Single Liar und das vierzehntes Studioalbum Cruise. Im Juli beging sie einen Suizidversuch, überlebte jedoch. Hintergrund war ihre gescheitere Liebesbeziehung mit Masahiko Kondō. Nach einem kurzen Hiatus kehrte sie im Juli 1990 mit der Single Dear Friend zurück. Nach zwei weiteren Singles (水に挿した花 und 二人静 -「天河伝説殺人事件」より) veröffentlichte sie 1992 ihr viertes Kompilation Album Best III. Danach beendete Akina ihren Vertrag mit Warner Music.

## Diskografie

### Studioalben
| Jahr | Titel                        | Höchstplatzierung, Gesamtwochen, AuszeichnungChartsChartplatzierungen (Jahr, Titel, Platzierungen, Wochen, Auszeichnungen, Anmerkungen) | Anmerkungen                              |
| Jahr | Titel                        | JP | Anmerkungen                              |
| ---- | ---------------------------- | --- | ---------------------------------------- |
| 1982 | Prologue                     | JP43 (3 Wo.)JP | Erstveröffentlichung: 1. Juli 1982       |
| 1982 | Variation                    | JP46 (2 Wo.)JP | Erstveröffentlichung: 27. Oktober 1982   |
| 1983 | Fantasy                      | — | Erstveröffentlichung: 23. März 1983      |
| 1983 | New Akina Entranger          | — | Erstveröffentlichung: 10. August 1983    |
| 1984 | Anniversary                  | — | Erstveröffentlichung: 1. Mai 1984        |
| 1984 | Possibility                  | — | Erstveröffentlichung: 10. Oktober 1984   |
| 1985 | Bitter And Sweet             | JP38 (1 Wo.)JP | Erstveröffentlichung: 3. April 1985      |
| 1985 | D404ME                       | JP40 (1 Wo.)JP | Erstveröffentlichung: 10. August 1985    |
| 1986 | Fushigi                      | — | Erstveröffentlichung: 11. August 1986    |
| 1986 | Crimson                      | JP31 (4 Wo.)JP | Erstveröffentlichung: 24. Dezember 1986  |
| 1987 | Cross My Palm                | JP13 (21 Wo.)JP | Erstveröffentlichung: 25. August 1987    |
| 1988 | Stock                        | JP2 (16 Wo.)JP | Erstveröffentlichung: 3. März 1988       |
| 1988 | Femme Fatale                 | JP1 (16 Wo.)JP | Erstveröffentlichung: 3. August 1988     |
| 1989 | Cruise                       | JP1 Platin · (14 Wo.)JP | Erstveröffentlichung: 25. Juli 1989      |
| 1991 | New Akina (エトランゼ)       | JP44 (1 Wo.)JP | Erstveröffentlichung: 17. Juni 1991      |
| 1993 | Your Selection               | JP10 (7 Wo.)JP | Erstveröffentlichung: 25. April 1993     |
| 1993 | Lyricism                     | JP8 (7 Wo.)JP | Erstveröffentlichung: 10. Juli 1993      |
| 1993 | Unbalance+Balance            | JP4 (10 Wo.)JP | Erstveröffentlichung: 22. September 1993 |
| 1993 | Akina                        | JP22 (2 Wo.)JP | Erstveröffentlichung: 10. November 1993  |
| 1993 | The Other Akina              | — | Erstveröffentlichung: 10. Dezember 1993  |
| 1995 | La Alteración                | JP7 (9 Wo.)JP | Erstveröffentlichung: 21. Juli 1995      |
| 1996 | エトランゼ                   | — | Erstveröffentlichung: 25. April 1996     |
| 1997 | Shaker                       | JP14 (5 Wo.)JP | Erstveröffentlichung: 21. März 1997      |
| 1998 | Spoon                        | JP17 (3 Wo.)JP | Erstveröffentlichung: 17. Juni 1998      |
| 1999 | Will                         | JP190 (1 Wo.)JP | Erstveröffentlichung: 1. Dezember 1999   |
| 2001 | Super Value / Akina Nakamori | — | Erstveröffentlichung: 9. Dezember 2001   |
| 2002 | Resonancia                   | JP15 (4 Wo.)JP | Erstveröffentlichung: 22. Mai 2002       |
| 2003 | I Hope So                    | JP15 (6 Wo.)JP | Erstveröffentlichung: 14. Mai 2003       |
| 2006 | Destination                  | JP20 (5 Wo.)JP | Erstveröffentlichung: 21. Juni 2006      |
| 2009 | Diva                         | JP29 (3 Wo.)JP | Erstveröffentlichung: 26. August 2009    |
| 2015 | Fixer                        | JP7 (8 Wo.)JP | Erstveröffentlichung: 30. Dezember 2015  |
| 2017 | Vampire                      | JP48 (3 Wo.)JP | Erstveröffentlichung: 3. Mai 2017        |

grau schraffiert: keine Chartdaten aus diesem Jahr verfügbar

### Kompilationen
| Jahr | Titel                                                     | Höchstplatzierung, Gesamtwochen, AuszeichnungChartsChartplatzierungen (Jahr, Titel, Platzierungen, Wochen, Auszeichnungen, Anmerkungen) | Anmerkungen                             |
| Jahr | Titel                                                     | JP | Anmerkungen                             |
| ---- | --------------------------------------------------------- | --- | --------------------------------------- |
| 1983 | Best Akina Memoires                                       | — | Erstveröffentlichung: 21. Dezember 1983 |
| 1986 | Best                                                      | JP21 (6 Wo.)JP | Erstveröffentlichung: 1. April 1986     |
| 1988 | Best II                                                   | JP1 (37 Wo.)JP | Erstveröffentlichung: 24. Dezember 1988 |
| 1991 | Best Akina メモワール                                     | JP46 (1 Wo.)JP | Erstveröffentlichung: 17. Juni 1991     |
| 1992 | Best III                                                  | JP6 Gold · (10 Wo.)JP | Erstveröffentlichung: 10. November 1992 |
| 1994 | Play With the Danger ～RockCollection～                   | — | Erstveröffentlichung: 25. März 1994     |
| 1994 | Instead of tears... ～Ballad CollectionII～               | — | Erstveröffentlichung: 25. März 1994     |
| 1994 | Only Woman ～Best of Love Songs～                         | JP29 (4 Wo.)JP | Erstveröffentlichung: 18. Mai 1994      |
| 1994 | Akina Nakamori 27 Singles 1982~1991                       | JP104 (1 Wo.)JP | Erstveröffentlichung: 30. November 1994 |
| 1995 | True Album Akina 95 Best                                  | JP16 (7 Wo.)JP | Erstveröffentlichung: 6. Dezember 1995  |
| 1996 | Collection 1982～1991                                     | — | Erstveröffentlichung: 1. Mai 1996       |
| 1998 | Super Best                                                | JP43 (2 Wo.)JP | Erstveröffentlichung: 4. März 1998      |
| 1998 | Recollection ~Nakamori Akuna Super Best~                  | JP116 (34 Wo.)JP | Erstveröffentlichung: 25. Mai 1998      |
| 1998 | Nakamori Akuna Best Collection                            | — | Erstveröffentlichung: 21. Oktober 1998  |
| 1999 | Akina Nakamori Special Best                               | — | Erstveröffentlichung: 20. Oktober 1999  |
| 2000 | The Century of Akina ～Warner 30th Anniversary Box        | — | Erstveröffentlichung: 22. November 2000 |
| 2001 | Akina Nakamori 20th Anniversary Best                      | — | Erstveröffentlichung: 14. November 2001 |
| 2002 | For Dear Friends ～Akina Nakamori Single Collection Box～ | — | Erstveröffentlichung: 21. August 2002   |
| 2002 | Utahime Double Decade                                     | JP8 (10 Wo.)JP | Erstveröffentlichung: 4. Dezember 2002  |
| 2006 | Best Finger 25th Anniversary Selection                    | JP29 (8 Wo.)JP | Erstveröffentlichung: 11. Januar 2006   |
| 2007 | Utahime Best: 25th Anniversary Selection                  | JP9 (8 Wo.)JP | Erstveröffentlichung: 17. Januar 2007   |
| 2007 | Ballad Best 25th Anniversary Selection                    | JP13 (7 Wo.)JP | Erstveröffentlichung: 28. März 2007     |
| 2008 | Utahime Densetsu: 90’s Best                               | JP37 (3 Wo.)JP | Erstveröffentlichung: 27. Februar 2008  |
| 2009 | Complete Single Collection ~First Ten Years~              | JP75 (1 Wo.)JP | Erstveröffentlichung: 10. Juni 2009     |
| 2012 | Best Collection ~Love Songs & Pop Songs~                  | JP5 (72 Wo.)JP | Erstveröffentlichung: 11. Juli 2012     |
| 2014 | ドラマティック・エアポート -Akina Travel Selection-       | JP57 (4 Wo.)JP | Erstveröffentlichung: 29. Januar 2014   |
| 2014 | Mini Album Collection                                     | JP79 (1 Wo.)JP | Erstveröffentlichung: 18. Juni 2014     |
| 2014 | Burning Love ~The Best Summer of Passion~                 | JP83 (3 Wo.)JP | Erstveröffentlichung: 18. Juni 2014     |
| 2014 | All Time Best: Original                                   | JP3 Gold · (40 Wo.)JP | Erstveröffentlichung: 18. Juni 2014     |
| 2014 | All Time Best: Utahime Cover                              | JP7 (35 Wo.)JP | Erstveröffentlichung: 18. Juni 2014     |
| 2017 | Mood Songs ~Diva Showa Famous Songs Collection~           | — | Erstveröffentlichung: 3. Mai 2017       |
| 2017 | Folk Songs ~Diva Lyric Songs~                             | — | Erstveröffentlichung: 3. Mai 2017       |
| 2017 | Akina Nakamori ~Diva Double Decade~                       | — | Erstveröffentlichung: 3. Mai 2017       |

grau schraffiert: keine Chartdaten aus diesem Jahr verfügbar

### EPs
| Jahr | Titel          | Höchstplatzierung, Gesamtwochen, AuszeichnungChartsChartplatzierungen (Jahr, Titel, Platzierungen, Wochen, Auszeichnungen, Anmerkungen) | Anmerkungen                             |
| Jahr | Titel          | JP | Anmerkungen                             |
| ---- | -------------- | --- | --------------------------------------- |
| 1982 | Seventeen      | JP49 (2 Wo.)JP | Erstveröffentlichung: 24. Dezember 1982 |
| 1984 | Silent Love    | — | Erstveröffentlichung: 21. Dezember 1984 |
| 1985 | My Best Thanks | — | Erstveröffentlichung: 21. Dezember 1985 |
| 1987 | CD’87          | JP32 (2 Wo.)JP | Erstveröffentlichung: 1. Mai 1987       |
| 1988 | Wonder         | JP2 (9 Wo.)JP | Erstveröffentlichung: 1. Juni 1988      |
| 1996 | Vamp           | JP30 (5 Wo.)JP | Erstveröffentlichung: 18. Dezember 1996 |

grau schraffiert: keine Chartdaten aus diesem Jahr verfügbar

### Livealben
| Jahr | Titel                       | Höchstplatzierung, Gesamtwochen, AuszeichnungChartsChartplatzierungen (Jahr, Titel, Platzierungen, Wochen, Auszeichnungen, Anmerkungen) | Anmerkungen                             |
| Jahr | Titel                       | JP | Anmerkungen                             |
| ---- | --------------------------- | --- | --------------------------------------- |
| 1989 | Akina East Live Index–XXIII | JP6 Gold · (27 Wo.)JP | Erstveröffentlichung: 17. November 1989 |
| 1991 | Listen to Me                | JP5 Gold · (22 Wo.)JP | Erstveröffentlichung: 28. November 1991 |

### Remixalben
| Jahr | Titel                                     | Höchstplatzierung, Gesamtwochen, AuszeichnungChartsChartplatzierungen (Jahr, Titel, Platzierungen, Wochen, Auszeichnungen, Anmerkungen) | Anmerkungen                              |
| Jahr | Titel                                     | JP | Anmerkungen                              |
| ---- | ----------------------------------------- | --- | ---------------------------------------- |
| 1998 | Regeneration ~Akuna Nakamori Re-mix~      | — | Erstveröffentlichung: 25. Juni 1998      |
| 1998 | Regeneration II ~Akina Nakamori Re-MixII~ | — | Erstveröffentlichung: 25. September 1998 |

### Coveralben
| Jahr | Titel                                 | Höchstplatzierung, Gesamtwochen, AuszeichnungChartsChartplatzierungen (Jahr, Titel, Platzierungen, Wochen, Auszeichnungen, Anmerkungen) | Anmerkungen                             |
| Jahr | Titel                                 | JP | Anmerkungen                             |
| ---- | ------------------------------------- | --- | --------------------------------------- |
| 1994 | Utahime                               | JP5 (9 Wo.)JP | Erstveröffentlichung: 24. März 1994     |
| 2002 | Zero Album: Utahime 2                 | JP10 Gold · (15 Wo.)JP | Erstveröffentlichung: 20. März 2002     |
| 2003 | Utahime 3: Shūmaku                    | JP25 (7 Wo.)JP | Erstveröffentlichung: 3. Dezember 2003  |
| 2007 | Enka                                  | JP10 Gold · (12 Wo.)JP | Erstveröffentlichung: 27. Juni 2007     |
| 2008 | Folk Song: Utahime Jojouka            | JP30 (7 Wo.)JP | Erstveröffentlichung: 24. Dezember 2008 |
| 2009 | Mood Kayō: Utahime Shōwa Meikyoku Shū | JP30 (3 Wo.)JP | Erstveröffentlichung: 24. Juni 2009     |
| 2009 | Folk Song 2: Utahime Aishouka         | JP33 (6 Wo.)JP | Erstveröffentlichung: 29. Juli 2009     |
| 2015 | Utahime 4: My Eggs Benedict           | JP5 (11 Wo.)JP | Erstveröffentlichung: 28. Januar 2015   |
| 2016 | Belie                                 | JP8 (9 Wo.)JP | Erstveröffentlichung: 30. November 2016 |
| 2017 | Cage                                  | JP8 (6 Wo.)JP | Erstveröffentlichung: 8. November 2017  |

### Wiederveröffentlichungen
| Jahr | Titel               | Höchstplatzierung, Gesamtwochen, AuszeichnungChartsChartplatzierungen (Jahr, Titel, Platzierungen, Wochen, Auszeichnungen, Anmerkungen) | Anmerkungen                            |
| Jahr | Titel               | JP | Anmerkungen                            |
| ---- | ------------------- | --- | -------------------------------------- |
| 2002 | Unbalance+Balance+6 | JP285 Gold · (1 Wo.)JP | Erstveröffentlichung: 4. Dezember 2002 |

### Singles
| Jahr | Titel Album                                                    | Höchstplatzierung, Gesamtwochen, AuszeichnungChartsChartplatzierungen (Jahr, Titel, Album, Platzierungen, Wochen, Auszeichnungen, Anmerkungen) | Anmerkungen                              |
| Jahr | Titel Album                                                    | JP | Anmerkungen                              |
| ---- | -------------------------------------------------------------- | --- | ---------------------------------------- |
| 1982 | Slow Motion Prologue                                           | — | Erstveröffentlichung: 1. Mai 1982        |
| 1982 | Shōjo A Variation                                              | — | Erstveröffentlichung: 28. Juli 1982      |
| 1982 | Second Love Fantasy                                            | — | Erstveröffentlichung: 10. November 1982  |
| 1983 | ½ no Shinwa Best Akina Memoires                                | — | Erstveröffentlichung: 23. Februar 1983   |
| 1983 | Twilight (Yūgure Dayori) Best Akina Memoires                   | — | Erstveröffentlichung: 1. Juni 1983       |
| 1983 | Kinku Best Akina Memoires                                      | — | Erstveröffentlichung: 7. September 1983  |
| 1984 | Kita Wing Anniversary                                          | — | Erstveröffentlichung: 1. Januar 1984     |
| 1984 | Southern Wind Possibility                                      | — | Erstveröffentlichung: 11. April 1984     |
| 1984 | Jikkai (1984) Possibility                                      | — | Erstveröffentlichung: 25. Juli 1984      |
| 1984 | Kazari ja Nai no yo Namida wa Bitter and Sweet                 | — | Erstveröffentlichung: 14. November 1984  |
| 1985 | Meu amor é... D404ME                                           | — | Erstveröffentlichung: 8. März 1985       |
| 1985 | Akaitori Nigeta –                                              | — | Erstveröffentlichung: 1. Mai 1985        |
| 1985 | Sand Beige (Sabaku e) Best                                     | — | Erstveröffentlichung: 19. Juni 1985      |
| 1985 | Solitude Best                                                  | — | Erstveröffentlichung: 9. September 1985  |
| 1986 | Desire (Jōnetsu) CD’87                                         | — | Erstveröffentlichung: 3. Februar 1986    |
| 1986 | Gypsy Queen CD’87                                              | — | Erstveröffentlichung: 26. Mai 1986       |
| 1986 | Fin CD’87                                                      | — | Erstveröffentlichung: 25. September 1986 |
| 1986 | Nonfiction Ecstasy Best II                                     | — | Erstveröffentlichung: 1986               |
| 1987 | Tango Noir CD’87                                               | — | Erstveröffentlichung: 4. Februar 1987    |
| 1987 | Blonde Best II                                                 | — | Erstveröffentlichung: 3. Juni 1987       |
| 1987 | Nanpasen Best II                                               | — | Erstveröffentlichung: 30. September 1987 |
| 1988 | Al-Mauj Best II                                                | JP1 (16 Wo.)JP | Erstveröffentlichung: 25. Februar 1988   |
| 1988 | Tattoo Best II                                                 | JP1 (20 Wo.)JP | Erstveröffentlichung: 18. Mai 1988       |
| 1988 | I Missed the Shock Best II                                     | JP3 (16 Wo.)JP | Erstveröffentlichung: 1. November 1988   |
| 1989 | Liar Cruise                                                    | JP1 Gold · (21 Wo.)JP | Erstveröffentlichung: 25. April 1989     |
| 1990 | Dear Friend Best III                                           | JP1 Platin · (17 Wo.)JP | Erstveröffentlichung: 17. Juli 1990      |
| 1990 | Mizu ni Sashita Hana Best III                                  | JP1 Gold · (28 Wo.)JP | Erstveröffentlichung: 6. November 1990   |
| 1991 | Futari Shizuka: Tenkawa Densetsu Satsujin Jiken yori Best III  | JP3 Platin · (28 Wo.)JP | Erstveröffentlichung: 25. März 1991      |
| 1993 | Everlasting Love / Not Crazy to Me Lyricism: Ballad Collection | JP10 Gold · (5 Wo.)JP | Erstveröffentlichung: 21. Mai 1993       |
| 1994 | Kataomoi / Aibu Utahime                                        | JP17 (8 Wo.)JP | Erstveröffentlichung: 24. März 1994      |
| 1994 | Yoru no Doko ka de (Night Shift) –                             | JP14 (7 Wo.)JP | Erstveröffentlichung: 2. September 1994  |
| 1994 | Gekka –                                                        | JP8 Gold · (7 Wo.)JP | Erstveröffentlichung: 5. Oktober 1994    |
| 1995 | Genshi, Onna wa Taiyō Datta La Alteración                      | JP15 (5 Wo.)JP | Erstveröffentlichung: 21. Juni 1995      |
| 1995 | Tokyo Rose True Album Akina 95 Best                            | JP32 (4 Wo.)JP | Erstveröffentlichung: 1. November 1995   |
| 1996 | Moonlight Shadow: Tsuki ni Hoero Shaker                        | JP14 Gold · (7 Wo.)JP | Erstveröffentlichung: 7. August 1996     |
| 1997 | Appetite Shaker                                                | JP46 (4 Wo.)JP | Erstveröffentlichung: 21. Februar 1997   |
| 1998 | Kisei (Never Forget) Spoon                                     | JP19 (8 Wo.)JP | Erstveröffentlichung: 11. Februar 1998   |
| 1998 | Kon’ya, Nagareboshi Spoon                                      | — | Erstveröffentlichung: 21. Mai 1998       |
| 1998 | Tomadoi Will                                                   | JP40 (2 Wo.)JP | Erstveröffentlichung: 23. September 1998 |
| 1999 | Ophelia Will                                                   | JP29 (8 Wo.)JP | Erstveröffentlichung: 21. Januar 1999    |
| 1999 | Trust Me Will                                                  | — | Erstveröffentlichung: 1. Dezember 1999   |
| 2002 | The Heat (Musica Fiesta) Resonancia                            | JP20 (3 Wo.)JP | Erstveröffentlichung: 2. Mai 2002        |
| 2003 | Days I Hope So                                                 | JP30 (4 Wo.)JP | Erstveröffentlichung: 30. April 2003     |
| 2004 | Akai Hana Best Finger 25th Anniversary Selection               | JP40 (4 Wo.)JP | Erstveröffentlichung: 12. Mai 2004       |
| 2004 | Akai Hana Hajimete Deatta Hi no Yō ni                          | JP50 (6 Wo.)JP | Erstveröffentlichung: 7. Juli 2004       |
| 2005 | Rakka Ryūsui Best Finger 25th Anniversary Selection            | JP43 (4 Wo.)JP | Erstveröffentlichung: 7. Dezember 2005   |
| 2006 | Hana yo Odore Destination                                      | JP23 (6 Wo.)JP | Erstveröffentlichung: 17. Mai 2006       |
| 2009 | Diva Single Version Diva                                       | JP50 (2 Wo.)JP | Erstveröffentlichung: 23. September 2009 |
| 2015 | Rojo (Tierra) Fixer                                            | JP8 (8 Wo.)JP | Erstveröffentlichung: 21. Januar 2015    |
| 2015 | Unfixable Fixer                                                | JP20 (5 Wo.)JP | Erstveröffentlichung: 30. September 2015 |
| 2016 | Fixer (While the Women Are Sleeping) Fixer                     | JP32 (3 Wo.)JP | Erstveröffentlichung: 24. Februar 2016   |

### Boxsets
| Jahr | Titel                        | Höchstplatzierung, Gesamtwochen, AuszeichnungChartsChartplatzierungen (Jahr, Titel, Platzierungen, Wochen, Auszeichnungen, Anmerkungen) | Anmerkungen                            |
| Jahr | Titel                        | JP | Anmerkungen                            |
| ---- | ---------------------------- | --- | -------------------------------------- |
| 2004 | Utahime Complete Box Empress | — | Erstveröffentlichung: 1. Dezember 2004 |
| 2006 | Akina Box                    | JP97 (2 Wo.)JP | Erstveröffentlichung: 21. Juni 2006    |

## Auszeichnungen für Musikverkäufe
| Goldene Schallplatte - Hongkong - 1984: für das Album Best Akina Memoires - 1989: für das Album Stock - 1989: für das Album Fushigi - 1989: für das Album Cross My Palm - 1989: für das Album Femme Fatale | Platin-Schallplatte - Hongkong - 1989: für das Album Best - 1989: für das Album Crimson - 1990: für das Album Best II |

Anmerkung: Auszeichnungen in Ländern aus den Charttabellen bzw. Chartboxen sind in ebendiesen zu finden.
| Land/RegionAuszeichnungen für Musikverkäufe (Land/Region, Auszeichnungen, Verkäufe, Quellen) | Gold       | Platin     | Verkäufe  | Quellen    |
| -------------------------------------------------------------------------------------------- | ---------- | ---------- | --------- | ---------- |
| Hongkong (IFPI/HKRIA)                                                                        | 5× Gold5   | 3× Platin3 | 110.000   | ifpihk.org |
| Japan (RIAJ)                                                                                 | 12× Gold12 | 3× Platin3 | 3.800.000 | riaj.or.jp |
| Insgesamt                                                                                    | 17× Gold17 | 6× Platin6 |           |            |